# U.S. Ladispoli
U.S. Ladispoli là câu lạc bộ bóng đá của Ladispoli (Roma). Từ mùa giải 2018-2019, đội bóng chơi ở Serie D.

## Danh hiệu

### Cúp quốc gia
- Coppa Italia Dilettanti

2002-2003

### Giải đấu khu vực
- Eccellenza

1996-1997 (bảng A)
- Promozione

2010-2011 (bảng A)

### Giải trẻ
- Giải vô địch quốc gia thiếu niên: 1

1994-1995

### Các danh hiệu khác
- Eccellenza

Á quân: 2017-2018 (bảng A)
- Promozione

Vị trí thứ ba: 1978-1979 (bảng A), 1981-1982 (bảng A), 1987-1988 (bảng A), 1989-1990 (bảng A), 2009-2010 (bảng A)

## Thống kê

### Tham gia giải vô địch
| Hạng đấu    | Giải                            | Vị trí | Mùa đầu tiên | Mùa gần nhất | Tổng |
| ----------- | ------------------------------- | ------ | ------------ | ------------ | ---- |
| Giải hạng 5 | Campionato Interregionale       | 2      | 1990-1991    | 1991-1992    | 13   |
| Giải hạng 5 | Campionato Nazionale Dilettanti | 6      | 1992-1993    | 1998-1999    | 13   |
| Giải hạng 5 | Serie D                         | 5      | 1999-2000    | 2018-2019    | 13   |

## Sân vận động, màu áo và biểu tượng
Các trận đấu trên sân nhà của Ladispoli đã được tổ chức trong bảy mươi năm qua tại sân vận động Martini Marescotti . Từ nửa cuối mùa giải 2016-2017, đội bóng chuyển đến sân vận động Angelo Sale, được trang bị sân cỏ tổng hợp. Màu áo của Unione Sportiva Ladispoli là đỏ và xanh; biểu tượng lịch sử là Torre Flavia, tượng đài đặc trưng của thành phố.

## Chủ tịch
- Domenico Docklorenzi
- Annibale Lombardi
- Mario Bariletti
- Loreto Rutolo
- Francesco Marino
- Massimiliano Marino
- Umberto Paris (tại nhiệm)